# Аеродром Нант
Аеродром Нант-Атлантик (фр. Aéroport Nantes Atlantique) је ваздушна лука француског града Нанта, једног од највећих у држави и највећег града западне Француске. Аеродром је смештен 8 km југозападно од града и, поред Нанта, опслужује област атлантске Француске и доње Лоаре. 
Ваздушна лука у Нанту је последњих година једна од десет најпрометнијих у Француској. 2023. године промет путника је био више 6,5 милиона.
Аеродром је авио-чвориште за пар авиопревозника: „Ер Франс Хоп”, „Изиџет”, „Трансавија Френс” и „Волотеа”. 